# Didam (Schiff)
Die Didam war ein 1891 in Dienst gestelltes Passagierschiff der niederländischen Reederei Holland-America Line, das als Transatlantikliner auf dem Nordatlantik eingesetzt wurde und Passagiere, Fracht und Post von Rotterdam nach Baltimore beförderte. 1895 wurde das Schiff an die britische Red Cross Line verkauft und in Santarense umbenannt. Es sank am 17. Juni 1896 im Atlantik nach der Kollision mit der britischen Viermastbark Dundonald.  

## Das Schiff
Im Jahr 1888 eröffnete die Holland-America Line einen neuen Linienservice von Rotterdam nach Brasilien und zum Río de la Plata und bestellte aus diesem Grund zwei neue Schiffe, die für die Abdeckung dieser Route gedacht waren, die Didam (2.751 BRT) und die Dubbeldam (2.760 BRT). Bis zur Fertigstellung der beiden Schiffe befuhren ältere Schiffe der Reederei die Strecke. Da jedoch die Baring-Krise von 1890 Handel und Einwanderung nach Südamerika stark beeinträchtigten, wich die HAL von ihrem ursprünglichen Plan ab und setzte nur die Didam auf die Südamerika-Route. Die Dubbeldam befuhr stattdessen die traditionelle Nordatlantikroute. 
Das aus Stahl gebaute Dampfschiff Didam wurde auf der Werft Nederlandsche Stoomboot Maatschappij (NSM) in Rotterdam gebaut und lief am 9. Februar 1891 vom Stapel. Die Didam war ein 101,25 Meter langes und 12,16 Meter breites Passagier- und Frachtschiff, das mit zwei Decks, zwei Schiffsmasten und einem Schornstein versehen war. 
Die dreizylindrige Dreifachexpansions-Dampfmaschine trieb einen einzelnen Propeller an und konnte eine Geschwindigkeit von 12 Knoten gewährleisten. Die Maschinenleistung lag bei 2100 PSi. Das Schiff konnte 40 Reisende in der Ersten und 464 in der Dritten Klasse befördern. Die Didam lief am 20. Mai 1891 zu ihrer Jungfernfahrt nach Südamerika aus. Als die HAL ihren Südamerikadienst wegen der dortigen Finanzkrise im Oktober 1892 einstellte, wurde die Didam wie ihr Schwesterschiff auf die Route nach Baltimore gesetzt. 
Beide Schiffe wurden im September 1895 für 58.000 Pfund Sterling an die 1869  gegründete Red Cross Line (Robert Singlehurst & Company) in Liverpool verkauft. Die Didam wurde zur Santarense und die Dubbeldam erhielt den Namen Madeirense. Durch diesen Verkauf wurde der Bau der neuen Rotterdam (III) von 1897 finanziert. 1901 kam es zu einem weiteren Eignerwechsel, als die Red Cross Line mit der Booth Line fusionierte. 
Am 13. Juni 1896 lief die Santarense mit 47 Passagieren und 51 Besatzungsmitgliedern an Bord unter dem Kommando von Kapitän W. G. Murray in Madeira zu einer Überfahrt nach Para (Brasilien) aus. Vier Tage später stieß sie im Atlantik westlich von Kap Verde mit der britischen Viermastbark Dundonald (2.205 BRT, Bj. 1891) zusammen, die unter dem Kommando von Kapitän Robert Girvan mit einer Ladung Weizen sowie 29 Besatzungsmitgliedern von San Francisco nach Hull in England unterwegs war. Die Santarense sank als Folge des Zusammenstoßes auf der Position 15° N 33° W ohne Verlust von Menschenleben. Passagiere und Crew wurden zunächst von der Dundonald an Bord genommen und am nächsten Morgen auf das norwegische Schiff Hirotha transferiert, welches sie nach Para brachte. 